# Manassé júdai király
Manassé, más írásmóddal Manassze, Manasszesz (héberül: מְנַשֶּׁה ['feledékeny'], görögül: Μανασσης, latinul: Manasses), (Kr. e 709 k. – Kr. e. 643) Júda társkirálya Kr. e. 697-től, királya Kr. e. 687-től haláláig. A 2Kir. 21:1 szerint 12 éves volt a trónra lépésekor, és 55 éven át tartott a regnálása. Uralkodását a deuteronomista történetírás erkölcsi hanyatlásként értékeli. A régészeti leletek tanúságai szerint ugyanakkor Manassé regnálása alatt Júda gazdasága és külpolitikája stabil alapokon állt.

## Uralkodása a 2Kir. 21 alapján
Manassé a 2Kir. 21:1–18 szerint 12 éves korában lépett a trónra, s 55 éven át irányította a déli királyságot. Az ő regnálása volt a leghosszabb Júda királyai közül a Biblia alapján. A 2Kir. 21. fejezete uralkodói tevékenységét súlyos morális visszaesésként értékeli, hiszen szembeszállt Isten akaratával, valamint az apja, Ezékiás örökségével: „azt tette, amit utálatosnak lát az ÚR; olyan utálatos dolgokat, mint azok a népek, amelyek kiűzött az Úr Izráel fiai elől”.[1] Bálványokat állíttatott a jeruzsálemi templomban, feláldozta saját fiát, pogány isteneket imádott, halottidézőket és jelmagyarázókat tartott. AKirályok könyve szerint bálványaival félrevezette, ezáltal bűnbe vitte Júda egész népét; a szerző még a konkurens amoritáknál is gonoszabbnak tartja. A 7–8. vers felidézi a Dávidnak és Salamonnak tett ígéretet; a 10–15. pedig ennek ellenpólusaként prófétai igehirdetést hoz, amely szerint az Úr, Izráel Istene veszedelemmel fenyegeti Júda és Jeruzsálem népét. A 13–14. versben Jeruzsálemnek ugyanazt a sorsot ígéri az Úr, Izráel Istene, mint amelyet Szamária (az északi királyság fővárosa) is elszenvedett, azaz teljes pusztulás vár Jeruzsálemre. A szöveg utolsó részében ismét Manassé cselekedeteire kerül a fókusz, s még egyszer elhangzik, hogy nagyon véreskezű király volt (Vö. 2Kir. 21:16). Ezt követően azonban nem ír a szöveg arról, hogy mi lett Júda népének a sorsa, csupán annyit tudunk meg, hogy Manassét palotájának udvarában temették el halála után.

## A 2Krón. 33 és a 2Kir. 21 eltérései
A 2Krón. 33:1–9 és a 2Kir. 21:1–9 kevés eltéréssel ugyanazt írja le. A lényegi különbség a 2Krón. 33:11–20-ig terjedő egységben található – ez a rész számol be Manassé elhurcolásáról és megtéréséről. Eszerint Manassét Babilonba hurcolják, és kezdetét veszi a büntetése, amelyet az Úr, Izráel Istene megtagadásért kell elszenvednie. Babilonban megpróbáltatásai közepette fohászkodik Istenhez segítségért és könyörületért. Isten meghallja szavát és hazaviszi országába. Manassé visszatérése után eltávolítja a bálványokat és a Templom-hegyen állított oltárokat is. Az Úr, Izráel Istenének oltárát pedig helyreállítja és megparancsolja a népnek, hogy csak őt imádják. A befejező versek már nem tartalmaznak lényegi különbséget 2Kir. 21:1–18-hoz képest.

## Manassé uralkodása történészi értékelés alapján
Az i. e. 7. század Júda történelmében 3 nagy részre osztható, a kor és a térség meghatározó hatalmaival: az Asszíriával, Egyiptommal és Babilóniával folytatott harcok alapján.[3] Manassé az első periódus (i. e. 701–640) fontos alakja volt. Ebben a 60 évben Júda hatalmas változásokon ment keresztül. A változások elindítása Manassé apjához, Ezékiáshoz (héber חִזְקִיָּ֫הוּ, חִזְקִיָּ֫ה, יְחִזְקִיָּ֫הוּ, "Hizkijáhu") köthető, aki i. e. 739–687 között uralkodott Júdában. Ezékiás i. e. 701-ben fellázadt az akkori Közel-Keleten abszolút hatalomnak számító Asszír Birodalom ellen, amely háborúhoz vezetett. Hamarosan komoly esély mutatkozott rá, hogy Júda ugyanarra a sorsra jut, amelyre i. e. 721-ben Izrael, vagyis, hogy elpusztul. A Negev és Sefélá tájegységek városai szinte teljesen oda is vesztek, és kisebb települések is súlyos károkat szenvedtek. A főváros azonban: Jeruzsálem, valamint a környező régió: Benjámin területe túlélte a háborút. Júdának saját erőforrásból kellett végrehajtania az ország helyreállítását. A fellendülés Ezékiás uralkodásának végén már elkezdődött, és végül fia, Manassé regnálása alatt teljesedett ki és fejeződött be. Viszonylag rövid idő alatt valamennyi déli települést és tartományt felújítottak és újraépítettek. A felújítások eredményeképp Jeruzsálem területe is megnövekedett: a Dávid király idején ismert városéhoz képest (i. e. 1040–970) kb. tízszeresére nőtt. Demográfiai robbanás is történet, amelyet két okra vezethetünk vissza. Egyrészt, amikor i. e. 721-ben Asszíria megsemmisítette Izraelt, a túlélők Júdába menekültek. Másrészt, mikor a júdai hadjárat során az asszírok átengedték a Földközi-tenger partján fekvő nyugati területeket a filiszteus városállamoknak, az ott élő lakosság ugyancsak Júdába, a júdai hegyvidék településeibe költözött át. Ennek a nagyméretű betelepülési folyamatnak a másik eredménye az lett, hogy a királyság területén nemcsak az asszírok által elpusztított településeket újították fel, hanem sok újat is létrehoztak. Manassé – az apjával ellentétben – uralkodása alatt hű vazallusa volt az asszír királynak, így viszonylagos függetlenségben tudta kormányozni országát. A történészi értékelés szerint stabil gazdaságot és külpolitikát hozott létre Júdában.

## Manassé alakjának teológiai értékelése a deuteronomista történetírásban
A deuteronomista történetírás negatív színben tünteti fel az uralkodót, mint aki a legsúlyosabb bűnöket követte el (bálványimádás, pogány istenek tisztelete, saját fiának feláldozása). A király alakját végletesen leegyszerűsíti, egyetlen pozitívumot sem említ Manasséval kapcsolatban. A király tetteinek leírása, ábrázolási módja a bibliai elbeszélésben tehát tipikus deuteronomista stílusjegyeket hordoz magán, ilyen pl. a bálványimádás–a nép bűnhődése-séma. Az is elképzelhető, hogy a deuteronomista egy régebbi történet elmeit fogalmazza át saját teológiai elképzeléseinek és nyelvezetének megfelelően.
Manassé alakjának negatív értékelése valószínűsíthetően abból fakad, hogy kompromisszumokat kötött az akkor a Közel-Keleten politikai és katonai teljhatalommal rendelkező asszír királlyal. Így apjának, Ezékiásnak (i. e. 715–687) és a fia, Ámon (i. e. 642–641) után trónra kerülő Jósiásnak (héberül: יֹאשִׁיָּהוּ, i. e. 640–609), a reformkirálynak negatív ellentétét formálja meg. Bár e két király uralkodása alatt közel sem volt olyan stabil Júda külpolitikai és gazdasági helyzete, mint Manassé idejében, a deuteronomista őket mégis pozitívan, kedvezően ítéli meg. Ennek az oka a deuteronomista teológiájában keresendő, amely az uralkodók cselekedeteit már a jeruzsálemi kultuszcentralizáció és a kizárólagos YHWH-kultusz alapján mérlegeli. Ugyan a Biblia pontosan nem említi, azonban tudjuk, hogy Manassénak – a kor szokásainak megfelelően – azért kellett átvennie az asszír király kultuszát, hogy országát megóvja a tényleges pusztulástól. A két király halálának körülményei (igaz király: csatamezőn esik el; bűnös király: természetes halállal hal meg) idegenként hat a deuteronomista történetírásban. Ezek az események (irodalmi szempontból: motívumok) azonban már, mint kész tények álltak a deuteronomista rendelkezésére. Szükséges volt tehát Manassét szélsőségesen gonosz alakként ábrázolni, hogy ezzel kiéleződjön a kontraszt az ideológiailag helyes és helytelen, gonosz és jó princípiumok között.

## Egyéb
Manassé – a hagyomány szerint – fogsága alatt írta bűnbánó költeményét, az ún. Manassé imáját. Ezt az alábbi Bibliai versre alapozzák:https://hu.wikipedia.org/wiki/Speci%C3%A1lis:Lap_tal%C3%A1lomra

### Bibliakiadás
- Revideált Új Fordítású Biblia, 2Kir. 21:1–18, 2Krón. 33:1–20 (Budapest: Kálvin Kiadó, 2015)

### Szakirodalom
- Broshi, Magen, „The Inhabitants of Jerusalem” , In: Nitza Rosovky, ed., City of the Great King. Jerusalem from David to the Present (Cambridge–Massachusetts–London: Harvard University Press, 1996), pp. 12–14.
- Cohn, Robert L., The Two Dreadful Kings: Manasseh’s apostasy, In: Cotter, David W. ed., Berit Olam: Studies in the Hebrew Narrative & Poetry (Collegeville, Minesota: The Liturgical Press, é. n.), pp. 146–149.
- Liver, J.–Sperling, S. D., Manasseh, In: Encyclopedia Judaica, 2nd ed., vol 13 (Jerusalem: Keter, 2007), pp. 452–453.
- Karasszon István, „A felülírt Manassé” , In: Fröhlich Ida, szerk., Az utókor hatalma (Buda-pest: Új Mandátum Könyvkiadó, 2005), pp. 39–61.
- Keulen, Percy Sylvio Francisco van, Manasseh through the eyes of the Deuteronomists. The Manasseh account (2 Kings 21:1-18) and the final chapters of the Deuteronomistic history (Leiden–New York–Köln: E. J. Brill, 1996)
- Stavrankopoulou, Francesca, King Manasseh and child sacrifice (Berlin: Walter de Gruyter & Co, 2004)
- Stern, Ephraim, Archaeology of the Land of the Bible.  II: The Assyrian, Babylonian, and Persian Periods 732-332 BCE (New York–London–Toronto: Doubleday, 2001), pp. 130–131.
- Tatum, Lynn, „King Manasseh and the Royal Fortress at Horvart”, In: The Biblical Archaeologist vol. 54, No. 3 (1991), pp. 136–145.

| Előző uralkodó: Ezékiás | Júda királya Kr. e. 687 – Kr. e. 643 | Következő uralkodó: Ámón |